# Brown Brothers Harriman & Co.
O Brown Brothers Harriman & Co. (BBH) é o mais antigo e um dos maiores bancos privados dos Estados Unidos. Em 1931, a fusão da Brown Brothers & Co. (fundada em 1818) e da Harriman Brothers & Co. formou o atual BBH. 
Brown Brothers Harriman também é notável pelo número de políticos americanos influentes, nomeados pelo governo e membros do Gabinete que trabalharam na empresa, como W. Averell Harriman, Prescott Bush, Robert A. Lovett, Richard W. Lovett, Richard W. Fisher, Robert Roosa, e Alan Greenspan. 

## Visão global
A Brown Brothers Harriman fornece serviços de consultoria, gerenciamento de patrimônio, bancos comerciais e investidores para instituições corporativas e clientes individuais de alto patrimônio líquido . Juntamente com os serviços mencionados, a empresa presta serviços de custódia global, câmbio, private equity, fusões e aquisições, gestão de investimentos para indivíduos e instituições, administração pessoal de bens e imóveis e serviços de corretagem de valores mobiliários . Organizado em parceria, o BBH possui aproximadamente 6.000 funcionários em 18 escritórios na América do Norte, Europa e Ásia. Atualmente, a empresa possui 38 sócios e atua como custodiante e administradora por US$ 3,3 trilhões e US$ 1,2 trilhão em ativos, respectivamente.

## História

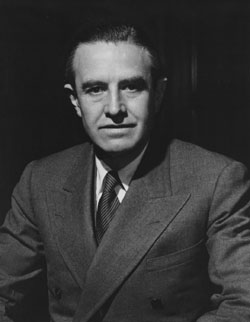
W. Averell Harriman, sócio fundador da Brown Brothers & Co.

Após imigrar para Baltimore em 1800 e construir um bem sucedido negócio de comércio de linho, Alexander Brown e seus quatro filhos co-fundaram Alex. Brown & Sons. Em 1818, um filho, John Alexander Brown, viajou para a Filadélfia para estabelecer John A. Brown and Co. Em 1825, outro filho, James Brown, estabeleceu a Brown Brothers & Co. Pine Street, no Lower Manhattan, e mudou-se para Wall Street em 1833. Essa empresa acabou adquirindo todas as outras filiais da Brown nos EUA. Outro filho, William Brown, havia estabelecido a William Brown & Co. na Inglaterra em 1810, que foi renomeou Brown, Shipley & Co. em 1839 e tornou-se uma entidade separada em 1918.
Após o pânico de 1837, a Brown Brothers retirou-se da maior parte de seus negócios de empréstimos. Dois dos irmãos, John e George, venderam suas ações na empresa para os outros dois irmãos, William e James. Durante a recuperação dessa turbulência econômica, eles escolheram se concentrar apenas no câmbio e no comércio internacional. 

### Fusão

Prescott Bush, proprietário inicial de uma minoria após a fusão entre Brown Brothers e Harriman Brothers

Em 2 de janeiro de 1931, a Brown Brothers & Co. fundiu-se com duas outras entidades comerciais, a Harriman Brothers & Company, um banco privado começou com dinheiro ferroviário, e a WA Harriman & Co. para formar parceiros fundadores da Brown Brothers Harriman & Co. incluído:
- James Brown
- Thatcher M. Brown, Sr
- Prescott Bush
- Louis Curtis
- Moreau Delano
- John Henry Hammond
- E. Roland Harriman
- W. Averell Harriman
- Robert A. Lovett
- Ray Morris
- Knight Woolley
- Ralph T. Crane
- Ellery Sedgwick
- James Robert
- Abercrombie Lovett
- Charles Denston
- Dickey Phillips
- Blair Lee Louis Curtis, Jr.
- Lawrence G. Tighe

A edição de 22 de dezembro de 1930 da Time anunciou que a fusão tripla apresentava 11 graduados em Yale entre 16 parceiros fundadores. Oito dos parceiros listados acima, exceto Moreau Delano e Thatcher Brown, eram membros do Skull and Bones.
Nos anos 30, a empresa atuou como base nos EUA do industrial alemão Fritz Thyssen, que ajudou a financiar Adolf Hitler.
Após a aprovação da Lei Glass-Steagall, os parceiros decidiram se concentrar no banco comercial, tornar-se um banco privado e transformar seu marketing e subscrição de valores mobiliários na Harriman, Ripley and Company, que eventualmente evoluiu para Drexel Burnham Lambert por meio de fusões. 

Harriman, sócio da empresa, foi o embaixador e estadista responsável pelo relacionamento entre Winston Churchill e Franklin Roosevelt durante a Segunda Guerra Mundial. Alguns registros históricos da Brown Brothers Harriman e de suas empresas precursoras estão alojados nas coleções de manuscritos da Sociedade Histórica de Nova York. 